# Thermocyclops philippinensis
Thermocyclops philippinensis – gatunek widłonoga z rodziny Cyclopidae. Nazwa naukowa tego gatunku skorupiaków została opublikowana w 1932 roku na podstawie prac naukowych amerykańskiego zoologa Charlesa Dwighta Marsha.